# Symmetrische dienstregeling
Een symmetrische dienstregeling is een dienstregeling waarvan de heenrichting symmetrisch is met de terugrichting. Dit wordt bereikt door in een tijd-wegdiagram de dienstregeling te spiegelen in de tijd. Het tijdstip dat gekozen wordt om de dienstregeling te spiegelen heet symmetrie-tijd. In een symmetrische dienstregeling is het zo dat op de symmetrietijd alle voertuigen hun tegenrichting kruisen.
De belangrijkste reden om een symmetrische dienstregeling te maken is ervoor te zorgen dat aansluitingen voor de heenrichting ook voor de terugrichting werken. Bijvoorbeeld: het is mogelijk van Amsterdam naar Holten te reizen door in Deventer over te stappen. De spoorwegen zorgen ervoor dat in Deventer de trein naar Holten aan de andere kant van het perron klaar staat en kort na aankomst van de trein uit Amsterdam vertrekt. De symmetrie zorgt ervoor dat het ook mogelijk is om van Holten naar Amsterdam te reizen met een korte overstap in Deventer.
In Nederland is de symmetrie-tijd conform internationale afspraak, .59 en .29. Oorspronkelijk was in Nederland voor .17 en .47 gekozen, waarbij alleen internationale treinen met .00 / .30 reden. Met de invoering van de NS-dienstregeling 2007-2009 is de Nederlandse symmetrie gelijkgetrokken met het buitenland.